# Graphiocephala
Graphiocephala là một chi bướm đêm thuộc họ Gracillariidae.

## Các loài
- Graphiocephala barbitias (Meyrick, 1909)
- Graphiocephala polysticha Vári, 1961
- Graphiocephala strigifera Vári, 1961